# Desa Meteseh (administrativ by i Indonesien, lat -6,75, long 111,25)
Desa Meteseh är en administrativ by i Indonesien.   Den ligger i provinsen Jawa Tengah, i den västra delen av landet, 500 km öster om huvudstaden Jakarta.